# Castiraga Vidardo
Castiraga Vidardo ist eine Gemeinde mit 3045 Einwohnern (Stand 31. Dezember 2023) in der Provinz Lodi in der italienischen Region Lombardei.

## Ortsteile
Im Gemeindegebiet liegen neben dem Hauptort Vidardo die Wohnplätze Cartiera-Vidardino, Castiraga, Pagnana und Pollarana.